# Дамара (народ)
Вижте пояснителната страница за други значения на Дамара.
Дамара е африканската етническа група населява Намибия. Също така те се наричат Bergdama. Езикът, който говорят е близък до този на койсановата езикова група. Антропологичните признаци обаче ги поставят в близост до представителите на народите банту. Преди 1870 г. дамара са преобладаващата група в Централна Намибия, но постепенно са изместени от народа хереро. През 1973 г. ЮАР създава бантустана Дамараланд на площ от около 5 000 000 хектара в Североизточна Намибия, в района на Еронго. В съответствие с общата политика на апартейд всички представители на този народ били депортирани в този бантустан.